# Cueta genialis
Cueta genialis är en insektsart som beskrevs av Hölzel 1988. Cueta genialis ingår i släktet Cueta och familjen myrlejonsländor. Inga underarter finns listade i Catalogue of Life.